# Шадринск (аэродром)
Шадринск — бывший военный аэродром в Курганской области. Расположен в 5 км южнее центра города Шадринск, в посёлке Осеево.
Изначально являлся учебным аэродромом Шадринского военного авиационного училища штурманов, а после его расформирования с 1960 года и до начала 1990-х годов — одним из учебных аэродромов Челябинского ВВАКУШ. На нём базировался 909 учебный авиационный полк и 108 авиационный полк, имеющие на вооружении эскадрильи самолётов Ту-124Ш, Ту-134Ш. Ранее, до 1974 года, в составе 909 уап было 18 бомбардировщиков Ил-28 с прицелами Рым-С и ПСБН-М.
В 1993 году на аэродром из города Кедайняй (Литва) был выведен 600-й военно-транспортный авиационный полк, на вооружении которого стояли самолёты Ил-76. Во время первой войны в Чечне, самолётами полка в республику перебрасывались войсковые части Уральского военного округа.
В 1998 году 600-й ВТАП (в/ч 78684) был расформирован, в конце 1990-х аэродром заброшен, бетонная ВПП демонтирована.
1 августа 2010 года на грунтовой ВПП Шадринского аэродрома состоялось авиационное шоу в честь 80-летия Воздушно-десантных войск МО РФ. 15 августа 2010 года проведено авиашоу, посвященное дню авиации РФ с участием клуба мотопарапланеристов, парашютистов-спортсменов, было организовано катание на самолетах Ан-2, Як-18 и Як-52, на бронетехнике (МТЛБ), выступление четверки парашютистов акробатов Попова М. 